# Huppaye
Huppaye (in vallone Oupåye) è un villaggio sito qualche chilometro a sud di Jodoigne. Oggi fa parte del comune belga di  Ramillies nella provincia vallone del  Brabante Vallone. Fu comune indipendente fino al 1977, quando fu incorporato nel comune di Ramillies.